# Relativní atomová hmotnost

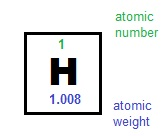
Nukleonové číslo a relativní atomová hmotnost (zaokrouhlená) pro vodík

Relativní atomová hmotnost (též poměrná atomová hmotnost) je podíl klidové hmotnosti atomu a atomové hmotnostní konstanty. Pro jeden atom přibližně odpovídá nukleonovému číslu, tj. počtu nukleonů v jádře. U prvků v přírodě je dána poměrným zastoupením izotopů prvku.

## Značení
- Symbol veličiny: Ar
- Jednotka: bezrozměrná veličina

## Měření
K měření relativní atomové hmotností se používá hmotnostní spektrometr (hmotnostní spektrometrie).

## Výpočet
Relativní atomová hmotnost je určena vztahem
{\displaystyle A_{\mathrm {r} }={\frac {m_{\mathrm {a} }}{m_{\mathrm {u} }}}},
kde ma je klidová hmotnost atomu, mu je atomová hmotnostní konstanta (1,661×10−27 kg).

## Vlastnosti
Relativní atomová hmotnost je rovna číselné hodnotě atomové hmotnosti vyjádřené v (unifikovaných) atomových hmotnostních jednotkách (značka u), též zvaných dalton (značka Da).
Číselně je relativní atomová hmotnost rovna molární hmotnosti vyjádřené v gramech na mol.
Zjištěné relativní atomové hmotnosti se používají k výpočtu hmotnosti atomu ma pomocí vztahu
{\displaystyle m_{\mathrm {a} }=A_{\mathrm {r} }m_{\mathrm {u} }\,\,\,{\mbox{(kg)}}},
kde {\displaystyle m_{\mathrm {u} }} je v kilogramech.

### Relativní atomová hmotnost pro některé prvky
| Látka   | {\displaystyle A_{\mathrm {r} }} |
| Vodík   | 1,00797                          |
| Helium  | 4,0026                           |
| Uhlík   | 12,01115                         |
| Dusík   | 14,0067                          |
| Kyslík  | 15,9994                          |
| Hliník  | 26,9815                          |
| Síra    | 32,064                           |
| Chlor   | 35,453                           |
| Draslík | 39,096                           |
| Železo  | 55,847                           |
| Měď     | 63,546                           |
| Stříbro | 107,870                          |
| Zlato   | 196,967                          |
| Rtuť    | 200,59                           |
| Olovo   | 207,2                            |
| Uran    | 238,03                           |